# Garin (Haute-Garonne)

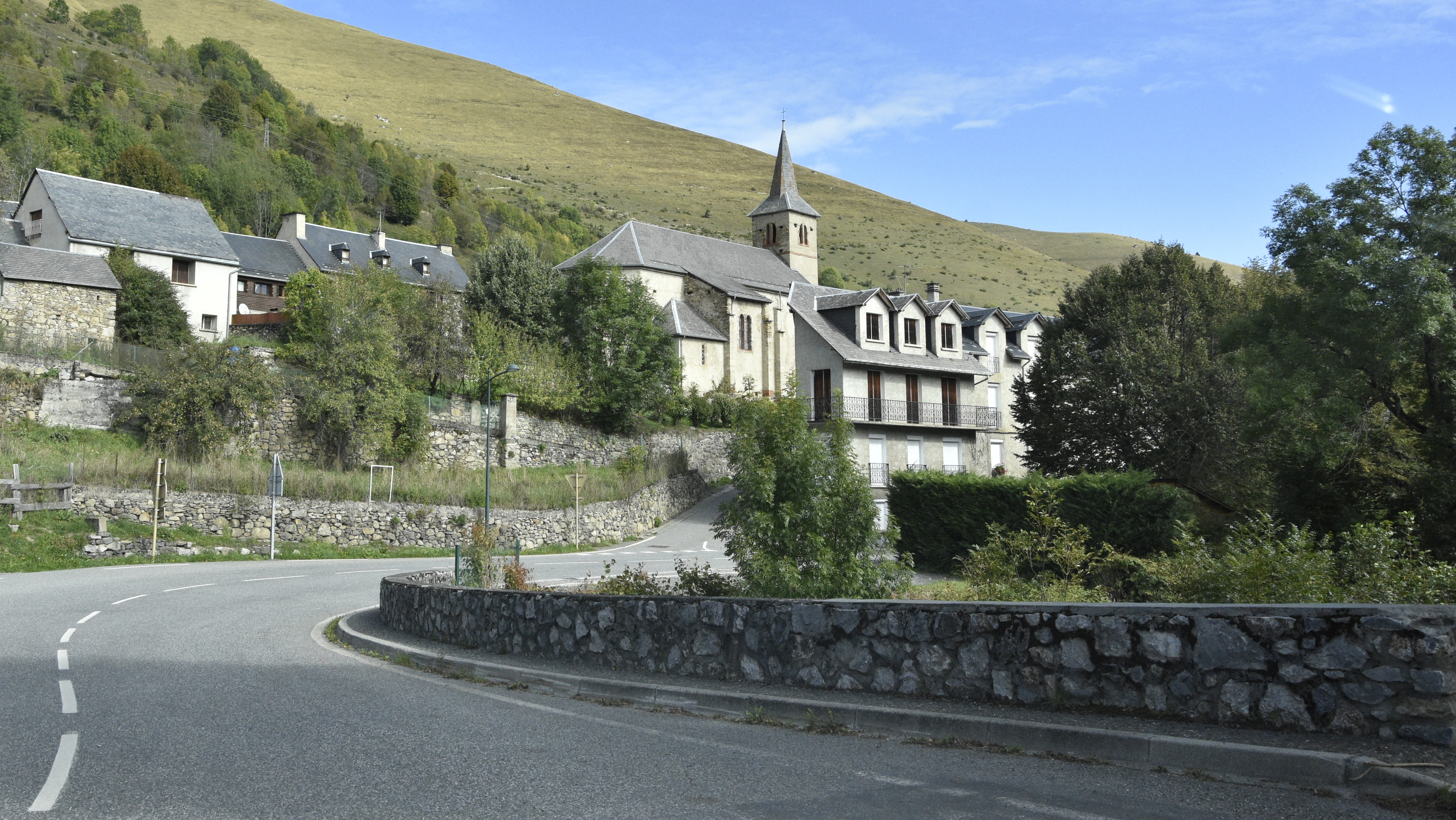
Garin en de Église Saint-Jean Baptiste

Garin is een gemeente in het Franse departement Haute-Garonne (regio Occitanie) en telt 102 inwoners (1999). De plaats maakt deel uit van het arrondissement Saint-Gaudens.

## Geografie
De oppervlakte van Garin bedraagt 5,7 km², de bevolkingsdichtheid is 17,9 inwoners per km².
De onderstaande kaart toont de ligging van Garin (Haute-Garonne) met de belangrijkste infrastructuur en aangrenzende gemeenten.

## Demografie
Onderstaande figuur toont het verloop van het inwonertal (bron: INSEE-tellingen).

## Bezienswaardigheden
- de kapel van Saint-Pé de la Moraine
- de Église Saint-Jean-Baptiste